# Герасимовский, Василий Иванович
Василий Иванович Герасимовский (20 июня 1907, дер. Артемьевская, Вологодская губерния — 11 августа 1979, Забайкалье) — советский геолог; доктор геолого-минералогических наук (1945), профессор (1952); лауреат Ленинской премии (1965), Заслуженный деятель науки и техники РСФСР (1968).

## Биография
Родился в крестьянской семье. Окончил начальную 4-классную церковно-приходскую школу в родной деревне (1919), затем Верховажскую школу второй ступени (1922), Вельский педагогический техникум (1925). В 1924 году вступил в ряды ВЛКСМ.
С 1930 года, по окончании геологического отделения физико-математического факультета Ленинградского университета, работал на Украине от объединения «Минералруд» по разведке каолинов.
В 1931—1932 годах служил в Красной армии — курсант, затем командир взвода полка бронепоездов.
В 1935 году окончил аспирантуру Института минералогии АH СССР.
В 1935-1941 годах работал в Геологическом институте / Институте геологических наук АН СССР - научным сотрудником, старшим научным сотрудником (с 1937). 
Одновременно преподавал минералогию в Институте цветных металлов и золота (1938—1940).
В 1941—1944 годах участвовал в Великой Отечественной войне — командир взвода полка бронепоездов, учебного полка бронепоездов.
С 1944 года — старший научный сотрудник, с 1949 — руководитель сектора рудных месторождений, с 1950 — временно исполняющий обязанности заместителя директора по научной части Всесоюзного института минерального сырья (ВИМС). Участвовал в работе Южной экспедиции по поискам минерального сырья (1946—1948, Болгария; в 1948 — начальник экспедиции). 
Одновременно работал старшим научным сотрудником Института геохимии и аналитической химии АН СССР (1949—1954), читал лекции по минералогии на Курсах повышения квалификации геологов и инженерно-технического состава различных министерств (1948—1961).
В 1954—1979 годах заведовал лабораторией «Геохимия магматических пород» в Институте геохимии и аналитической химии АН СССР; в 1975—1979 годах организовал и проводил в институте научный семинар «Геохимия магматических пород» для геохимиков и минералогов Советского Союза.
Скончался 11 августа 1979 года во время летних полевых работ в Забайкалье.

## Научная деятельность
В 1935 году защитил кандидатскую («Уссингит Ловозерских тундр»), в 1945 — докторскую диссертацию («Минералогия Ловозерского щелочного массива»).
Основные направления исследований — минералогия Ловозерского массива, где им были открыты новые минералы чинглусуит (1935), ломоносовит (1936), белянкинит (1936), чкаловит (1936), бета-ломоносовит (1938), виллиомит (1939), ловозерит (1939), гидросодалит (1940), металопарит (1941), нордит (1941), келдышит (1957).
В 1934 году открыл (совместно с О. А. Воробьёвой) промышленные месторождения лопаритовой руды на Кольском полуострове.
Участвовал в зарубежных экспедициях:
- 1964, Гренландия — открыл (совместно с Е. И. Семёновым) новый минерал боренсенит в массиве Илимауссак;
- 1965—1966, Гвинея — изучал нефелиновые сиениты островов Лес;
- 1968—1969, Восточная Африка (Кения, Танзания, Уганда, Руанда, Бурунди) — проводил геохимические исследования вулканических пород рифтовых зон;
- 1971—1973, Исландия — собрал (совместно с А. И. Поляковым) более 600 проб для изучения химического состава магматических пород.

Оказывал научные консультации в странах СЭВ по вопросам разведки минерального сырья и геолого-минералогических исследований (ГДР, Чехословакия, 1956; Болгария, 1964).
Неоднократно выступал с докладами и участвовал в работе геологических конгрессов и конференций:
- XVII Международный геологический конгресс (Москва, 1937)
- Конференция по пегматитам и редким элементам УССР (1939)
- XXI сессия Международного геологического конгресса (Дания, 1960)
- XXII сессия Международного геологического конгресса (Индия, 1964)
- Англия (1966), Франция (1967), Япония, (1970)
- XXIII сессия Международного геологического конгресса (Чехословакия, 1968)
- Международная конференция по геологии Африки (Нигерия, 1970)
- I Международный геохимический конгресс (Москва, 1970)
- XXIV сессия Международного геологического конгресса (Канада, 1972)
- IV Всесоюзное вулканологическое совещание (1974)
- Всесоюзное совещание по рифтовым зонам (Иркутск, 1975).

Состоял членом Всесоюзного минералогического общества (с 1947), Учёного совета Института геохимии и аналитической химии АН СССР (1951—1979) и Учёного совета Института минералогии, геохимии и кристаллохимии редких элементов (1968—1979), секции геохимии Национального комитета геологов СССР (1968—1970), экспертной комиссии ВАК (1960-е — 1970-е).
Входил в состав редколлегий журналов «Записки Всесоюзного минералогического общества» (1950—1979) и «Геохимия» (1956—1979).

## Награды и премии
- 1947 — Премия имени С. М. Кирова, за минералого-пехрохимические исследования щелочных массивов Кольского полуострова
- 1949 — медаль «За трудовое отличие»
- 1951 — орден «Знак Почёта»
- 1954 — орден Трудового Красного Знамени
- 1965 — Ленинская премия, за разработку геолого-геохимических основ прогнозирования и поисков полезных ископаемых
- 1968 — Заслуженный деятель науки и техники РСФСР
- 1972 — Премия имени В. И. Вернадского, за книгу «Геохимия Илимауссакского щелочного массива»
- 1974 — Почётная грамота, за успехи в работе, активное участие в общественной жизни коллектива и в связи с 250-летием Академии наук СССР.
- 1975 — орден Октябрьской Революции
- 1977 — Почётная грамота, за многолетнюю активную работу по пропаганде марксистско-ленинской теории в связи с 60-летием Великой Октябрьской Социалистической революции.

## Членство в организациях
- 1941 — ВКП (б)

## Память
В честь В. И. Герасимовского назван минерал герасимовскит.